# Ryoji Fukui
Ryoji Fukui (født 7. august 1987) er en japansk fodboldspiller, som spiller for den japanske fodboldklub FC Ryukyu.